# CBN Maceió
CBN Maceió é uma emissora de rádio brasileira sediada em Maceió, capital do estado de Alagoas, concessionada em Coqueiro Seco, cidade do mesmo estado. Opera no dial FM, na frequência 104.5 MHz, e é afiliada à CBN. A emissora pertence ao Sistema Correio de Rádio, que tem como sócios Tito Uchôa e Renan Filho, que também administra a Rádio Correio e sua respectiva rede. A CBN Maceió está no ar desde 13 de fevereiro de 2006.